# Grigori Petrowitsch Goldstein
Grigori Petrowitsch Goldstein (russisch Григо́рий Петро́вич Гольдштейн, wiss. Transliteration Grigorij Petrovič Gol’dštejn; * 1870 in Odessa; † 1941) war ein russischer Maler, Grafiker und  Fotograf, der vor allem durch seine Aufnahmen Lenins und anderer führender Bolschewiki aus der Zeit der Oktoberrevolution und des Bürgerkriegs bekannt wurde.

## Leben
Grigori Goldstein war Kind einer jüdischen Familie und hieß eigentlich Gerschon-Lejzer Perezowitsch Goldstein. Er absolvierte eine Ausbildung zum Maler und Grafiker. Seit 1907 war er zunächst Zeichner bei der Moskauer Zeitung „Der Morgen“ (Utro). Durch die Tätigkeit eines Retuscheurs lernte er die Fotografie kennen und nutzte sie anstatt handgezeichneter Skizzen zur Planung von Illustrationszeichnungen. 1915 wechselte er zur Moskauer Zeitung „Frühmorgens“ (Rannee utro), wo er als Fotoreporter tätig war. Er wandte sich den Bolschewiki zu und dokumentierte fotografisch den Ablauf der Oktoberrevolution in den Moskauer Straßen.
Nach der Oktoberrevolution unterstützte er im Sommer 1919 auf dem in der Wolga und Kama operierenden Agitationsschiff „Roter Stern“ die politische Propaganda. In den 1920er Jahren war er Mitarbeiter der Allrussischen Kino- und Fotoabteilung des Bildungsministeriums der Sowjetunion und arbeitete für die staatliche Filmproduktions- und Zensurbehörde Goskino. 1924 arbeitete er zusammen mit Sergei Michailowitsch Eisenstein an dem Film Streik.
Im Zusammenhang mit den Stalinschen Säuberungen wurde er Ende der 1930er Jahre kurzzeitig verhaftet, kam aber wieder frei. Er starb 1941.

## Die Aufnahmen vom 5. Mai 1920

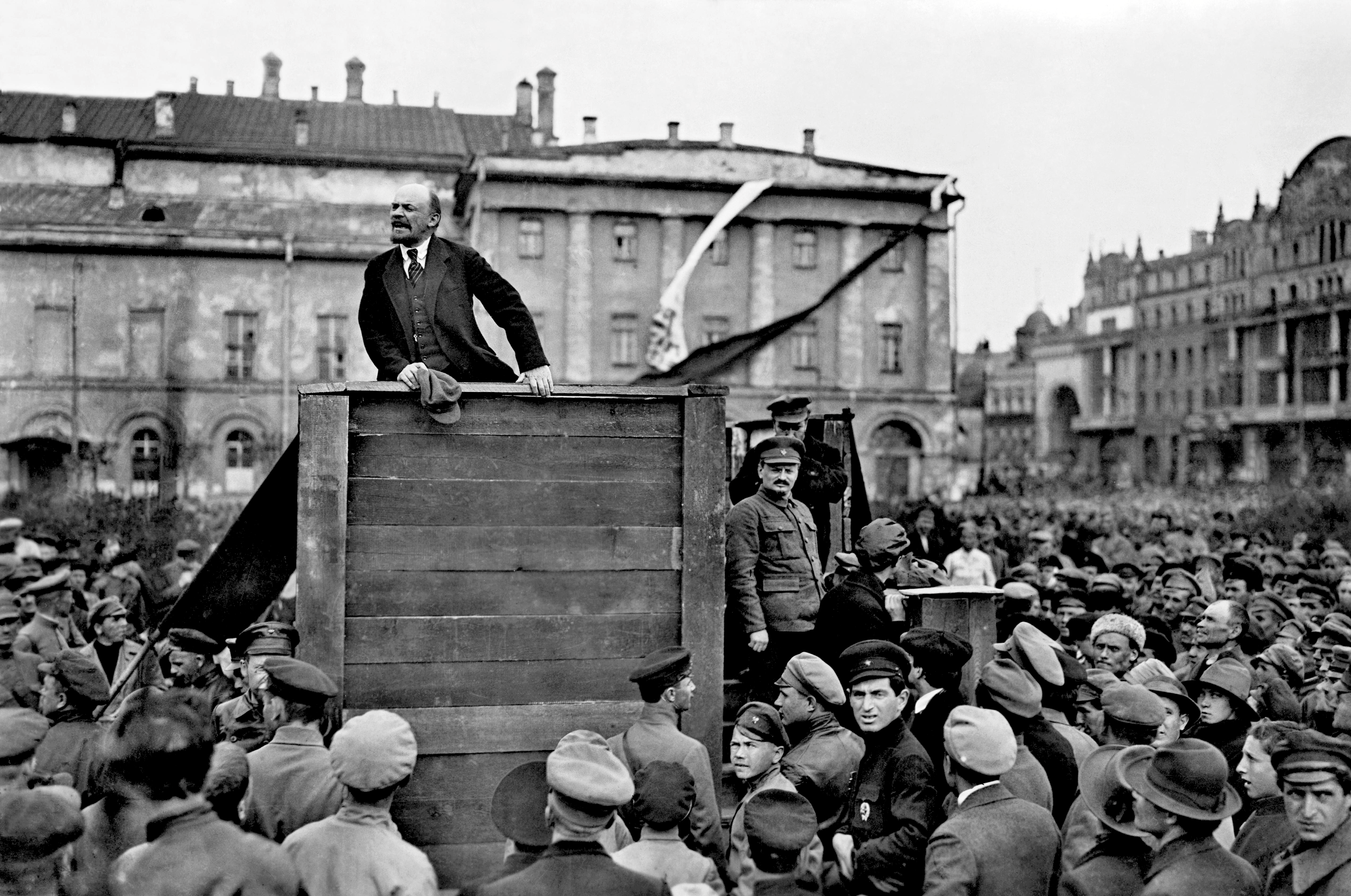
Lenin bei seiner Rede

Am 5. Mai 1920 hielt Lenin von einer Holztribüne aus auf dem ehemaligen Theaterplatz vor dem Bolschoi-Theater in Moskau Ansprachen an Rotarmisten, die kurz darauf in den Krieg gegen Polen ziehen sollten. Anwesend waren auch Leo Trotzki und Leo Kamenew. Goldstein hatte gemeinsam mit seinem Kollegen Leo Leonidow den Auftrag, dieses Ereignis zu dokumentieren. Während sich Leonidow unter das Publikum mischte und bis unmittelbar vor die Holztribüne gelangte, machte Goldstein seine Aufnahmen von einem kleinen Hügel aus. Er benutzte dazu eine Stereoskop-Kamera der Marke Hertz-Anschütz. Trotz der wenig günstigen Umstände gelangen ihm zwei Aufnahmen so gut, dass sie später zu sowjetischen Ikonen wurden. Beide Bilder entstanden im Abstand von wenigen Sekunden; sie unterscheiden sich in Lenins Körperhaltung, der Blickrichtung von Trotzki und Kamenew und geringfügig durch Goldsteins Standpunkt. Eines wurde zunächst 1923 in der Wochenzeitschrift Krasnaja Niva Nr. 44 veröffentlicht und wiederholt nachgedruckt, unter anderem als Postkarte. 1927 erschien es in einem repräsentativen Album mit 100 Aufnahmen des 1924 verstorbenen Revolutionsführers.
Der auf den Bildern gut zu erkennende Trotzki war in einem Machtkampf innerhalb der Kommunistischen Partei unterlegen, 1927 wurde er aus der Partei ausgeschlossen und 1929 des Landes verwiesen. Nun versuchte der neue Machthaber Stalin auch die Erinnerung an den Gründer der Roten Armee aus dem öffentlichen Gedächtnis zu tilgen – Trotzki verfiel der damnatio memoriae. (→Zensur in der Sowjetunion) Goldsteins Fotos wurden daher seit den dreißiger Jahren in der Sowjetunion nur noch in einer beschnittenen Fassung gedruckt, die den rechten Bildrand mit Trotzki und dem 1936 nach einem Schauprozess hingerichteten Kamenew nicht mehr zeigte. Dadurch wurde aber Lenin aus der Bildmitte gerückt, die Zentralperspektive und die Dynamik des Bildes ging verloren. Ersatzweise hielt der sowjetische Künstler Isaak Brodski das Ereignis 1933 in einem Historiengemälde fest, das sich an Goldsteins Aufnahmen anlehnte, Trotzki und Kamenew aber nicht mehr zeigte. Auch die zuhörenden Soldaten sind bei Brodski deutlich disziplinierter auf Lenin ausgerichtet, tragen Transparente mit bolschewistischen Losungen oder schreiben Lenins Worte mit.
Als zu Lenins 100. Geburtstag 1970 in der Sowjetunion ein Prachtband geplant wurde, der sämtliche Aufnahmen ihres Gründers enthalten sollte, wurde Goldsteins Foto retuschiert. Kaum noch kupiert zeigte es jetzt wieder die ganze Rednertribüne, doch statt der Unpersonen Trotzki und Kamenew war jetzt die kleine Treppe zu sehen, die zu ihr hinaufführte. In dieser Form wurde Goldsteins Foto bis in die Ära von Glasnost und Perestroika hinein verbreitet. Heute wird es vielfach in kontrastiver Zusammenstellung mit Goldsteins Originalaufnahme veröffentlicht, um die sowjetische Praxis der Bildmanipulation und Geschichtsfälschung zu dokumentieren.